# Flappy Bird
Flappy Bird est un jeu vidéo d'obstacles développé au Viêt Nam à Hanoï par Nguyễn Hà Đông,, développeur de jeu indépendant et publié par .GEARS Studios.
Il est sorti en mai 2013 pour iPhone sur iOS 6, et mis à jour pour iOS 7 en septembre 2013. Le créateur du jeu l'a retiré des plateformes de téléchargement d'applications App Store et Google Play le 9 février 2014.

## Principes
Le gameplay repose sur l'agilité du joueur, qui doit faire avancer un oiseau dans un environnement à défilement horizontal en tapotant sur l'écran tactile, tout en évitant des tuyaux présents en haut et en bas de l'écran. Les règles de jeu sont très simples : lorsque l'oiseau touche un tuyau ou heurte le sol, la partie est terminée. Le joueur reçoit un point pour chaque tuyau que l'oiseau évite. Le jeu contient des graphismes équivalents à Super Mario World et des publicités.
Par sa difficulté, le jeu est souvent qualifié de frustrant. Pourtant il devient fin janvier 2014 l'application la plus téléchargée d'App Store.

## Historique

### Développement
Le jeu est développé par Nguyễn Hà Đông en deux ou trois jours, et reprend des graphismes créés en 2012 pour un projet de jeu de plateforme abandonné.

### Accusations de plagiat
Le jeu est accusé de plagiat et d’arnaque. Le site d'actualité spécialisé sur le jeu vidéo Kokatu affirme que Flappy Bird est un plagiat graphique de l'univers de Mario. Blue Cloud Solution, une société américaine de marketing sur mobile, soupçonne que le développeur vietnamien ait fait appel à des hordes de faux joueurs pour donner des bonnes notes à son jeu. D'autre part, le développeur indépendant français Kek soupçonne le créateur de Flappy Bird d'avoir plagié son propre jeu, Piou Piou contre les cactus.

### Retrait
Le 8 février 2014, Nguyen annonce sur Twitter que le jeu sera retiré des plateformes Google Play et App Store le lendemain à 11 heures du matin. Il explique ne pas agir par peur d'attaques en justice, mais considère que le jeu prenait une trop grande part de son temps, et vouloir que cesse la couverture médiatique de son succès.
Des internautes ont créé des t-shirts ornés du slogan « N’oublions jamais Flappy Bird », en vente pour 19 dollars (14 euros). Des iPhones sur lesquels le jeu est installé sont proposés à plusieurs centaines de dollars sur eBay. Un clone a même été créé en moins d’une journée, et le code a été rendu public pour que tout le monde puisse continuer à jouer. Par la suite une autre série de clones est créée, aux noms très proches de l'original. En août 2014, Flappy Bird est de retour avec cette fois-ci un nouveau nom Flappy Birds Family avec de nouveaux personnages, il peut être téléchargé sur Amazon et a été retiré de Google Play Store et l'App Store.

### Retour
Le 12 septembre 2024, la presse annonce qu'après 10 ans d'absence, Flappy Bird pourrait faire son retour en 2025,.